# کمجان (نطنز)
کُمجان، روستایی از توابع بخش مرکزی شهرستان نطنز در استان اصفهان ایران است. این روستا در شمال غربی کوهستان کرکس واقع است و یکی از روستاهای حوزه برزرود به‌شمار می‌رود.

## درباره روستا
ارتفاع این روستا از سطح دریا ۲۰۰۰ متر و برای رفتن به این روستا باید ابتدا وارد جاده قدیم کاشان-نطنز شد و سپس در محلی به نام هنجن به مسیر جاده ابیانه وارد و پس از طی ۱۲ کیلومتر به روستا رسید.
این روستا در بین روستاهای همجوار بیشترین مساحت را دارد. از شرق به روستای یارند و روستای تکیه و از غرب به روستای برز و طره، از شمال به روستای وش و از جنوب به روستای سه مشرف است.
این روستا دارای مزرعه‌های زیادی است که هر کدام برای کشت محصولات خاصی بوده‌است، مثل دشت کمجان، دشت باقوس، دشت کروند که بزرگترین مزرعه در منطقه می‌باشد و تحفه نطنز از آنجاست، دشت سینه،دشت سور، دشت در، دشت سردستان، دشت نقله و مراتع زیاد نیز دارد که هرکدام نام خاص خود را دارد.

## تاریخچه روستا
روستای کُمجان، بر اساس شجره‌نامه (شهادت‌نامه) ایوب ابن موسی (از فرزندان امام موسی ابن جعفر که به شاهزاده ایوب یا امامزاده ایوب هم معروف می‌باشند و مقبره و بارگاه مقدس ایشان نیز در روستا قرار دارد)، دولت‌آباد نام داشته‌است و پس از جنگی که در حمایت از آن بزرگوار توسط اهالی روستا با دشمنان آن حضرت درمی‌گیرد، به کُمجان معروف می‌شود.
دلیل این مسئله نیز آن است که پس از شهادت آن بزرگوار و به دلیل شهادت همه مردان روستا، دیگر کسی وجود نداشته که جنازه‌ها را دفن کند و هنگامی که دشمنان از زن‌ها و بچه‌ها که باقی‌مانده اهالی روستا بودند می‌پرسند که چرا جنازه‌هایتان را دفن نمی‌کنید، در جواب می‌گویند: "کو جان که جنازه‌های شهدا را دفن کنیم؟". از آن پس این روستا به کُمجان معروف شد.
جمعیت روستا در قدیم به ۲۰۰ تا ۳۵۰ خانوار می رسید اما اکنون به دلایل مختلف ساکنین ترک دیار کردند و در شهرها ساکن شده‌اند و هم‌اکنون ۱۰۰ خانوار در تابستان و ۵۰ خانوار در زمستان جمعیت دارد.
اقتصاد مردم این روستا از طریق کشاورزی تأمین می‌شده زیرا باغات و مزارع حاصل خیزی دارد و در قدیم پارچه بافی نیز می‌کرده‌اند و تا سال‌ها قبل آثار کارگاهها در تمام منارل موجود بود.
موضوعی که بسیار حائز اهمیت است، این است که در قدیم مردم این روستا فلز استخراج می‌کرده‌اند که سرباره‌ای حاصل از ذوب فلز در مزرعه کروند و تا تنگه‌ای به نام پیدناوند پراکنده است.
علاقه‌مندان می‌توانند با مراجعه به روستا به دشت کروند رفته و در منطقه‌ای به نام پل روماسوم که محل ذوب فلز بوده‌است را مشاهده نمایند.
در این روستا منطقه‌ای وجود دارد به نام دره پیدناوند که از مطالبی که سینه به سینه نقل شده‌است گویا روستا ابتدا در آنجا قرار داشته و داستانهای زیادی در زمینه مدفون بودن گنج در آن دره و آثار زندگی که تا سال‌ها قبل لوله‌های سفالی که برای آب از آن‌ها استفاده می شده قابل رویت بود که بر اثر جاری شدن سیل اکنون آثاری وجود ندارد.
در کنار این دره بر روی تخته سنگی صاف و سیاه شعارهای اسلامی با علامت ستاره داوود حک گردیده و به گفته ریش سفیدان سنگ نوشته دیگری وجود داشته که سیل آن را با خود برده است و آدرس محل دفن گنج را می داده، به این مضمون:
نِن لا نَه، نون لا نَه، لا "دربن تنگه" گنج خاکه.
یعنی: در این دره (دره پیدناوند) نَه، در آن دره (احتمالاً یکی از دره‌های هم‌جوار دره پیدناوند) هم نََه، در دره "دربن تنگه" (احتمالاً یکی از دره‌های همجوار دره قبلی که آن نیز همجوار دره پیدناوند بوده‌است) گنج مدفون شده‌است.

## جمعیت
این روستا در دهستان برزرود قرار دارد و براساس سرشماری مرکز آمار ایران در سال ۱۳۸۵، جمعیت آن ۱۵۸ نفر (۸۰ خانوار) بوده‌است.

## معماری
مردم روستا در ساختمانهایی که همه از سنگ و خشت و گل بنا شده ساکن گشته،بعضی از این ساختمان‌ها دارای ایوانهای بسیار بلند ساخته شده از چوب هستند،که ارتفاع آن گاهی به ۲۰ متر می‌رسد که نظر هر بیننده‌ای را جلب می‌کند.
این ایوانها را میتوانید در محله‌هایی به نام "لب ساخونه" یا کوچه سوزن از نزدیک مشاهده فرمایید.
روستا دارای دو محله به نام‌های محله بالا و محله پایین و تعداد زیادی کوچه پس کوچه که هر یک نام خاصی دارند می‌باشد.
این روستا دارای ۱۴ مسجد می‌باشد که هر کدام در محله‌ای به نامی،و همه آن‌ها بازسازی شده‌اند.
این روستا دارای یک حمام بسیار زیبا است که در محله پایین ده قرار دارد.
روستا دارای سه قلعه بوده ،یکی در ابتدای ده قرار دارد.روستا دارای سه قلعه بوده ،یکی در ابتدای ده که اکنون آثاری از آن وجود ندارد و فقط اسمی از آن به جا مانده‌است و روی آن خانه ساخته شده‌است و قلعه دیگری که بر روی کوه بلند مشرف به روستا قرار دارد که دیوارهای آن هنوز پابرجاست.
یک قلعه که بسیار حائز اهمیت است معروف به قلعه بایزید که در مزرعه کروند قرار دارد و اکنون فقط یک دیوار سنگی از آن به جا مانده‌است و در زمینه این قلعه داستانهای زیادی سینه به سینه بیان شده که واقعیت آن زمانی معلوم شد که در سال ۱۳۷۰ جویندگان میراث این مرز و بوم در کنار این قلعه قبرستانی را در دامنه کوه کشف کردند و شبانه اقدام به حفاری و غارت این قبرستان پرداختند و این غارت همچنان ادامه دارد و هر بار که به آنجا سر زده می‌شود قبرها یکی پس از دیگری شکافته شده‌است.
این روستا دارای چهار قبرستان است یکی قبرستان فعلی که در میان جاده نطنز به ابیانه قرار دارد و قدمت آن به ۴۰۰ سال می‌رسد. قبرستان دیگری در بالای ده قرار داشته که تا چند سال پیش هم قبرها معلوم بود و به قبرستان کهنه معروف بود، ولی اکنون اثری از آن نیست.
قبرستان دیگر در مزرعه کروند و در کنار قلعه بایزید قرار داشته و یک قبرستان دیگر در مزرعه (در) قرار داشته که به گفته ریش سفیدان سنگ‌های آن را برای ساختن دیوار مزرعه در استفاده نموده‌اند.

## طبیعت
کمجان دارای آب و هوای معتدل و خنک در تابستان و بسیار سرد در زمستان است. دارای کوههای بلند و محل زندگی انواع گونه‌های حیوانات وحشی می‌باشد ،این روستا حاصلخیزترین روستا در بین روستاهای منطقه است و یکی از محصولات این روستا گلابی است که به تحفه نطنز معروف است.
منطقه‌ای در روستا قرار دارد به نام آب سرخ که آب معدنی قرمز رنگ است و اهالی برای امراض جلدی از آن استفاده می‌کرده‌اند این منطقه در کروند و در انتهای دره‌ای است که با روستاهای یارند،تکیه و فریزهند همسایه است.
این منطقه جاده ماشین رو ندارد و باید پیاده سفر کرد. منطقه دارای یک استخر آب معدنی و یک مرغزار و تعداد زیادی چشمه آب شیرین و آب سرخ در کنار هم جاریست و جالب توجه است.

## مردم روستا
مردم روستا اغلب باسواد بوده‌اند و در قدیم چند مکتب خانه دایر بوده‌است و جالب اینکه تعدادی از این مکتب‌خانه‌ها به وسیله خانم‌ها اداره می شده و خانم‌ها معلم بوده‌اند، مثل مکتب خانم کوچکه، مکتب رقیه بگم، مکتب محمد اسماعیل، مکتب میرزا علی و ...
این روستا در گذشته ۲۰۰ تا ۳۵۰ خانوار جمعیت داشته اما اکنون به دلایل مختلف بسیاری از ساکنین ترک دیار کرده‌اند و در شهرها ساکن شده‌اند.
هم اکنون روستا در تابستان ۱۰۰ خانوار و در زمستان ۵۰ خانوار جمعیت دارد.
از فرهنگ و رسوم مثل عروسی‌ها و عزاداری‌ها و انواع بازی‌ها و قصه‌ها مطالب فراوان است که در آینده مطالبی در این باره ارائه خواهد شد.